# Склерофітні чагарники Гуахіри та Барранкільї
Склерофітні чагарники Гуахіри та Барранкільї (ідентифікатор WWF: NT1308) — неотропічний екорегіон пустель і склерофітних чагарників, розташований на півночі Колумбії та на північному заході Венесуели.

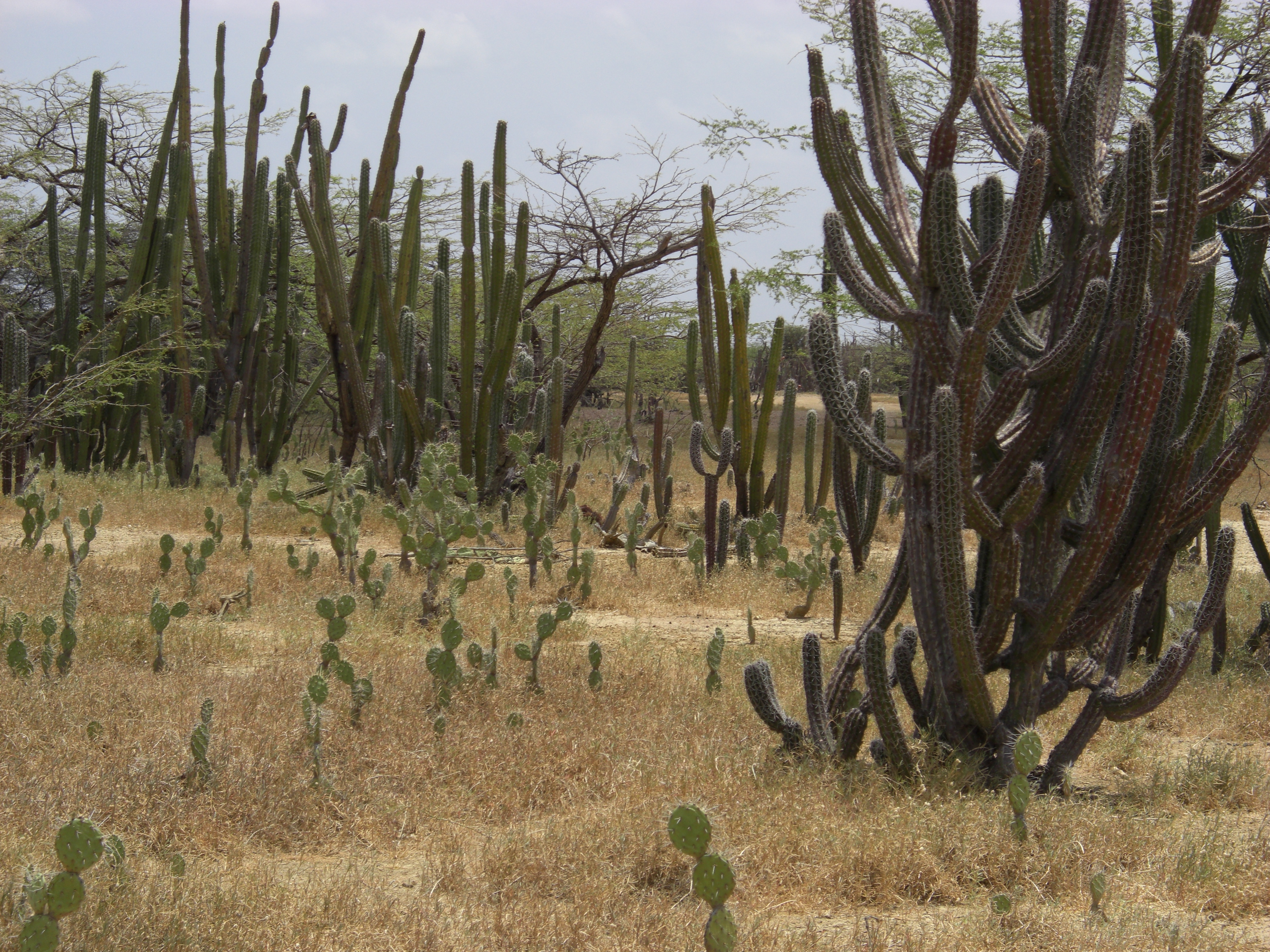
Кактусові чагарники на півострові Гуахіра

## Географія
Екорегіон склерофітних чагарників Гуахіри та Барранкільї охоплює три анклави, розташовані на півночі Колумбії та на північному заході Венесуели, на узбережжі Карибського моря. Найбільший анклав включає півострів Гуахіра площею приблизно 25 000 км², найпівнічнішу частину Південної Америки, розділену між Колумбією та Венесуелою. Крім того, він простягається на південний схід уздовж узбережжя Венесуельської затоки, досягаючи озера Маракайбо, та на південний захід через Сесарсько-Ранчерійську западину, розташовану між горами Сьєрра-Невада-де-Санта-Марта на заході та горами Серранія-дель-Періха на сході. Другий і найменший з трьох анклавів охоплює горбисті передгір'я, що лежать між узбережжям Карибського моря і затоки Санта-Марта та північними схилами гірського масиву Сьєрра-Невада-де-Санта-Марта. Третій анклав простягається вздовж узбережжя Карибського моря на півночі Колумбії, охоплюючи більшу частину департаменту Атлантико, північні частини департаментів Болівар і Сукре та крайній північний схід департаменту Кордова.
Рельєф екорегіону представлений прибережними рівнинами, передгір'ями, міжгірськими та річковими долинами. Більшу частину півострова Гуахіра займає однойменна пустеля, а на його кінці розташований гірський масив Серранія-де-Макуїра, найвищою вершиною якого є Серро-Палуа заввишки 864 м. Найбільшою річкою, що тече до Карибського моря через територію екорегіону, є Магдалена, в дельті якої розташоване місто Барранкілья, одне з найбільших в Колумбії. В горах Сьєрра-Невада-де-Санта-Марта бере початок низка менших річок, зокрема Сесар, Ранчерія, Уачака, Бурітака, Дон-Дієго, Паломіно, Анчо, Дібулья та Коруал.

## Клімат
На більшій частині екорегіону переважає саванний клімат (Aw за класифікацією кліматів Кеппена) або напівпустельний клімат (BSh за класифікацією Кеппена), а на півночі півострова Гуахіра — пустельний клімат (BWh за класифікацією Кеппена). Середньорічна кількість опадів в регіоні коливається від 125 до 1000 мм над рівнем моря. На півострові Гуахіра більшість опадів випадає з серпня по листопад, тоді як на решті екорегіону опади переважно випадають з травня по листопад. Середньорічна температура в регіоні становить 26 °C, середня максимальна температура — 32,7 °C, а середня мінімальна температура — 19,6 °C.

## Флора
Рослинність екорегіону представлена колючими дерева й чагарниками, а також різноманітними сукулентами. Серед найбільш поширених в екорегіоні рослин слід відзначити купчасту акацію (Acacia glomerosa), куманську буррерію (Bourreria cumanensis), марракайбську бульнезію (Bulnesia arborea), дубильну цезальпінію (Libidibia coriaria), венесуельську копайбу (Copaifera venezuelana), пропеллерне дерево (Gyrocarpus americanus), колючу жакінію (Jacquinia pungens), голі мальпігії (Malpighia glabra), кущове церціпо (Myrospermum frutescens), карибську циліндроопунцію (Cylindropuntia caribaea), дерево гуамачо (Leuenbergeria guamacho), жовту піптадентію (Piptadenia flava), китицецвітий мескіт (Neltuma juliflora) та мексиканський органний кактус (Stenocereus griseus), а також різні види кротонів (Croton spp.) та хіптісів або чагарникової м'яти (Hyptis spp.).
Одними з найпоширеніших рослинних угруповань екорегіону є ліси, у яких домінують крапчасті довгоплідники (Lonchocarpus punctatus), а також інші види, такі як запашні бунчосії (Bunchosia odorata) та великі аєнії (Ayenia magna). Існують й інші ліси, у яких домінують китицецвіті мескіти (Neltuma juliflora), оксамитові коралові дерева (Erythrina velutina) та колючі волькамерії (Volkameria aculeata). Інші рослинні угруповання в екорегіоні часто демонструють асоціацію двох співдомінантних видів. Як приклад можна навести асоціації запашного амаргосо (Astronium graveolens) з чорною кібрахачею (Handroanthus billbergii), мексиканського бразілетто (Haematoxylum brasiletto) з повстистою мелохією (Melochia tomentosa), дубильної цезальпінії (Libidibia coriaria) з чорною тропічною шавлією (Varronia curassavica), голої бурзери (Bursera glabra) з прямим козячим кущем (Castela erecta), парасолькової таруми (Vitex cymosa) з дубильною цезальпінією (Libidibia coriaria), чорної журеми (Mimosa tenuiflora) з чорною тропічною шавлією (Varronia curassavica), повстистої бурзери (Bursera tomentosa) з запашною бурзерою або пало-санто (Bursera graveolens), а також прямого козячого куща (Castela erecta) з сонорською пало-верде (Parkinsonia praecox).
Загалом на території півострова Гуахіра зростає 468 видів рослин з 255 родів та 109 родин. Найбільше різноманіття спостерігається серед представників родин Бобові (Fabaceae) — 51 вид, Айстрові (Asteraceae) — 36 видів, Злакові (Poaceae) — 24 види та Молочаєві (Euphorbiaceae) — 18 видів.

## Фауна
Серед великих ссавців, поширених в чагарникових заростях, лісах і напівпустелях екорегіону, слід відзначити білохвостого оленя (Odocoileus virginianus), амазонійську мазаму (Mazama nemorivaga), ошийникового пекарі (Dicotyles tajacu), пуму (Puma concolor) та ягуара (Panthera onca), а серед менших ссавців — тайру (Eira barbara), великого гризона (Galictis vittata), майконга-крабоїда (Cerdocyon thous), ракуна-крабоїда (Procyon cancrivorus), дев'ятипоясного броненосця (Dasypus novemcinctus), південного опосума (Didelphis marsupialis), флоридського кролика (Sylvilagus floridanus), малу капібару (Hydrochoerus isthmius) та вечірню мишу Хуммелінка (Calomys hummelincki). Майже ендемічними представниками екорегіону є колумбійські щетинці (Proechimys canicollis), плямисті колючі щетинці (Pattonomys semivillosus), гуахірські мишачі опосуми (Marmosa xerophila) та кюрасайські нічниці (Myotis nesopolus).
Орнітофауна екорегіону включає червононогого татаупу (Crypturellus erythropus), рудогузу чачалаку (Ortalis ruficauda), чубату перепелицю (Colinus cristatus), рудого кукліло (Coccyzus lansbergi), рудого дрімлюгу (Antrostomus rufus), колумбійського дрімлюгу (Setopagis heterura), світлочеревого ерміта (Phaethornis anthophilus), колібрі-рубіна (Chrysolampis mosquitus), пустельного канюка (Parabuteo unicinctus), великодзьобого канюка (Rupornis magnirostris), білохвостого канюка (Geranoaetus albicaudatus), аргентинську каракару (Caracara plancus), американського сича (Athene cunicularia), малу гілу (Melanerpes rubricapillus), рудоволого аратингу (Eupsittula pertinax), гвіанського папугу-горобця (Forpus passerinus), чорноволого сорокуша-малюка (Thamnophilus melanonotus), строкатокрилу рестингу (Formicivora intermedia), світлодзьобого кокоа (Dendroplex picus), блідого пію (Synallaxis albescens), жовтоокого тиранчика (Atalotriccus pilaris), північного тиранчика-короткодзьоба (Sublegatus arenarum), золотолобого віреончика (Pachysylvia aurantiifrons), чагарникового віреончика (Hylophilus flavipes), тропічну комароловку (Polioptila plumbea), сивого пересмішника (Mimus gilvus), венесуельського трупіала (Icterus icterus), цитринового трупіала (Icterus nigrogularis), білобрового різжака (Campylorhynchus griseus), золотокрилого тихоголоса (Arremon schlegeli), венесуельську саяку (Thraupis glaucocolpa), сірого червоночубика (Coryphospingus pileatus), рудобокого зернолуска (Saltator orenocensis) та оливкового зернолуска (Saltator olivascens).
У прибережних водно-болотних угіддях екорегіону зустрічаються червоні фламінго (Phoenicopterus ruber) та майже ендемічні колумбійські чайї (Chauna chavaria). Серед інших майже ендемічних птахів, поширених в екорегіоні, слід відзначити рудокрилу чачалаку (Ortalis garrula), білокрилого голуба (Patagioenas corensis), вохристого колібрі (Leucippus fallax), зеленого колібрі-лісовичка (Chrysuronia goudoti), колумбійського колібрі-смарагда (Chlorostilbon gibsoni), рудогорлу лінивку-жовтоока (Hypnelus ruficollis), каштанового добаша (Picumnus cinnamomeus), колумбійського папугу-горобця (Forpus spengeli), карибського горнеро (Furnarius longirostris), біловусого пію (Synallaxis candei), тонкодзьобу інезію (Inezia tenuirostris), венесуельського мухолова-клинодзьоба (Todirostrum viridanum), бронзового вашера (Molothrus armenti), токуянську риджвею (Arremonops tocuyensis) та південного кардинала (Cardinalis phoeniceus).
Герпетофауна півострова Гуахіра нараховує 34 види плазунів, зокрема звичайну ігуану (Iguana iguana), великого аноліса (Anolis onca), парагуанського полоза (Dryophylax paraguanae), кільчасту багатоніжкову змію (Tantilla semicincta), вугільну черепаху (Chelonoidis carbonaria) та майже ендемічну жаб'ячу черепаху Даля (Mesoclemmys dahli), а також 32 види амфібій.

## Збереження
Незважаючи на те, що посушливий клімат екорегіону не сприяє розвитку сільського господарства, значна частина рослинного покриву була перетворена на сільськогосподарські угіддя або деградувала внаслідок людської діяльності. Основними загрозами для збереження природи регіону є надмірний випас худоби та видобуток корисних копалин, зокрема вугілля та солі.
Оцінка 2017 року показала, що 1117 км², або 90 % екорегіону, є заповідними територіями. Природоохоронні території включають: Національний природний парк Макуїра, Національний природний парк Тайрона, Національний природний парк Баїя-Портете-Каурреле та Заповідник флори і фауни Лос-Фламенкос в Колумбії.